# Marimekko

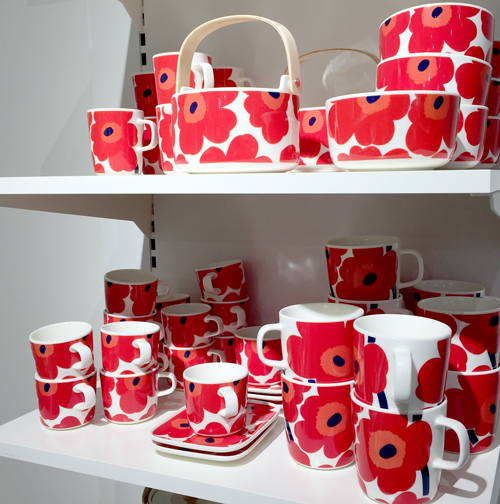
Het Unikko-servies van Marimekko is in 1964 ontworpen door Maija Isola

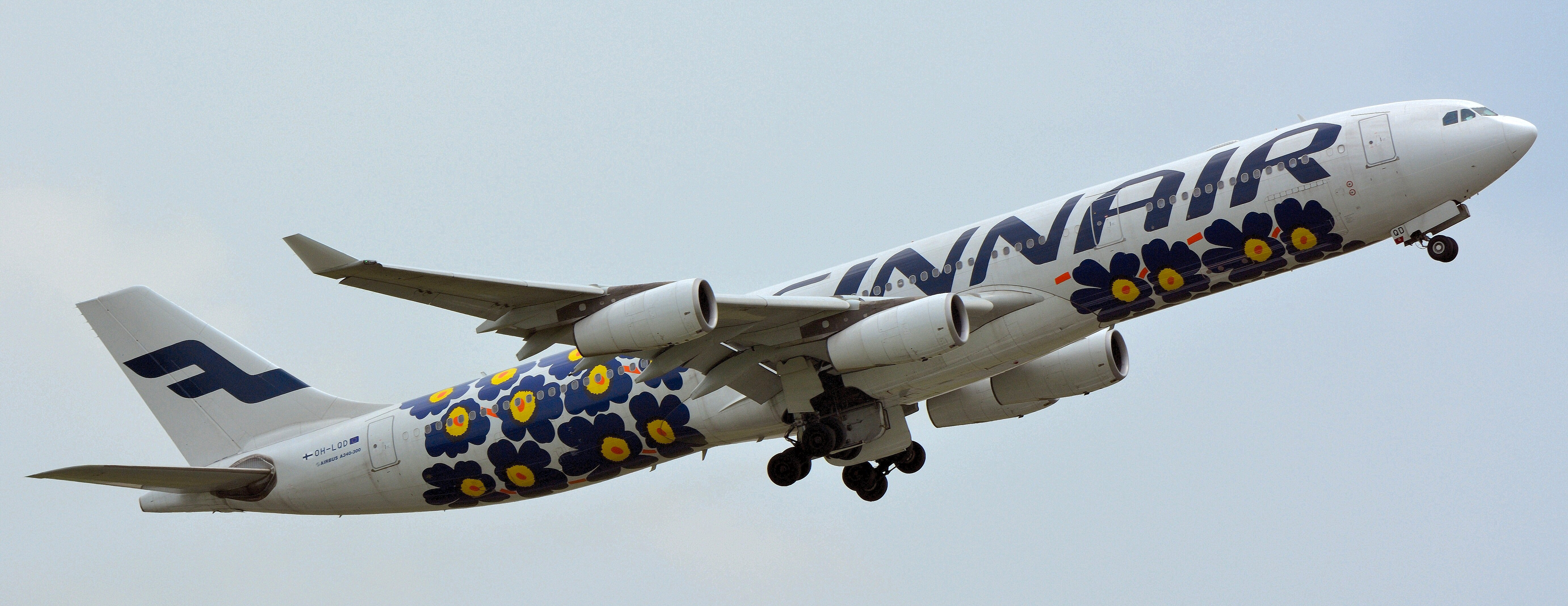
Marimekko Unikko Airbus van Finnair

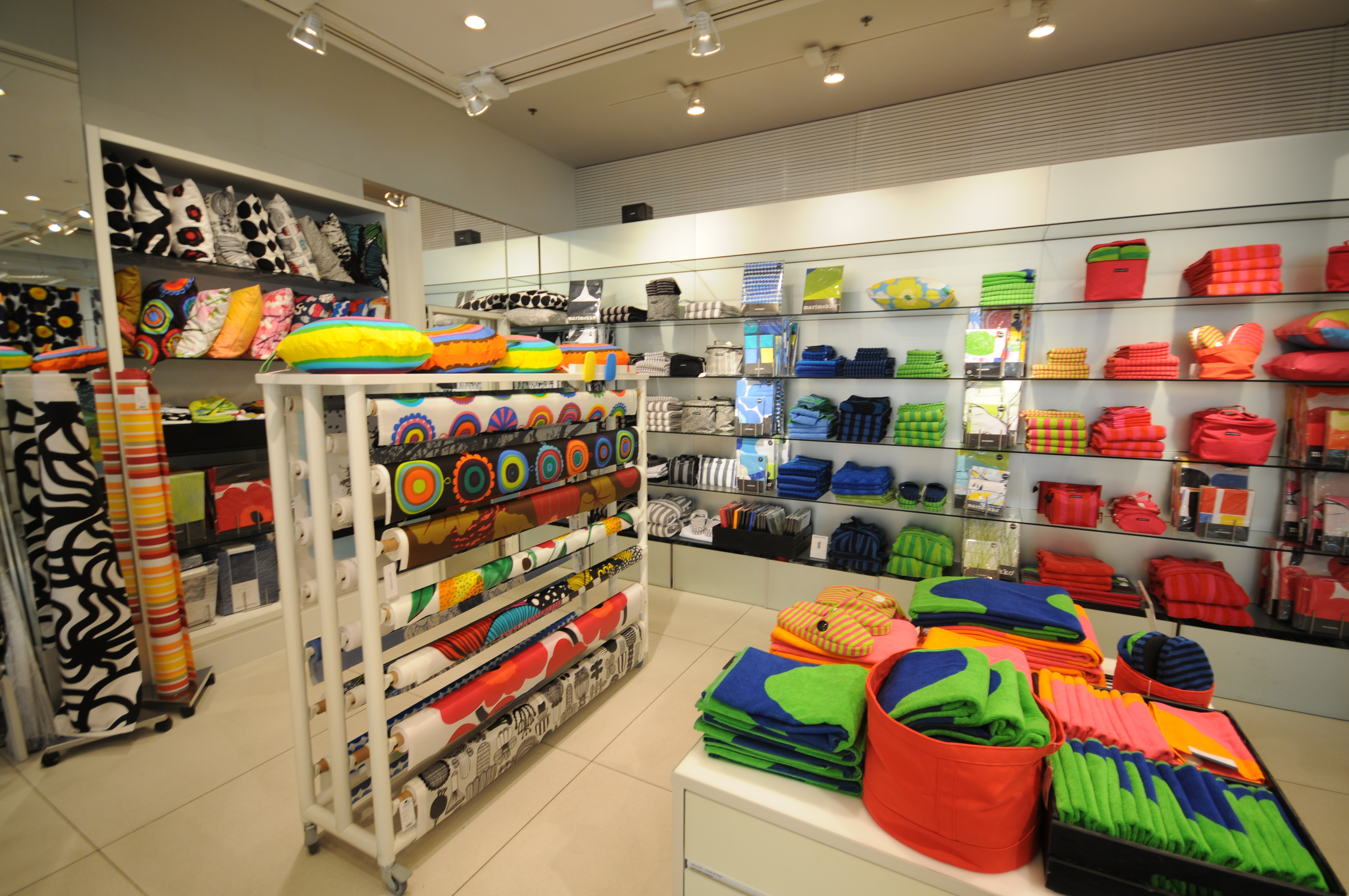
Winkel van Marimekko in Helsinki

Marimekko is een bedrijf dat gevestigd is in Helsinki, Finland. Het ontwerpt en verkoopt kleding, tassen, interieurdecoraties en accessoires, en is wereldwijd bekend.

## Geschiedenis
Voor Marimekko was er het bedrijf Printex, dat stoffen produceerde. Het werd overgenomen door Viljo Ratia in 1949. Diens vrouw Armi Ratia zorgde door het aantrekken van jonge artiesten voor een totaal nieuwe reeks van stoffen die sterke kleuren, vrolijke patronen en duidelijke strepen hanteerde. Het sloeg aan, maar de klanten wisten niet wat ze ermee moesten doen. Daarom werd besloten onder een andere naam - Marimekko Oy - kleding te maken met de beschikbare stoffen. De eerste collectie werd reeds in mei 1951 gepresenteerd door Riitta Immonen in het Kalastajatorppa restaurant in Helsinki. In 1952 had Marimekko de  eerste eigen kledingwinkel. In 1954 werd het logo van Marimekko ontworpen door Helge Mether-Borgström. Marimekko behaalde internationale bekendheid rond 1958, toen het bedrijf zijn collectie tentoonstelde op de Expo 58 in Brussel en op een speciale tentoonstelling in Stockholm.
Maija Isola was een belangrijke spil binnen het bedrijf. Zij creëerde de eerste stoffen voor Printex in 1949 en bleef ontwerpster bij Marimekko tot 1987. Unikko uit 1964 is het bekendste stuk uit haar reeks van stoffen. Met dezelfde patronen werd ook serviesgoed gemaakt. In 1953 sloot Vuokko Nurmesniemi zich bij het bedrijf aan. Zij zorgde als ontwerpster voor de eerste stoffen bedoeld voor interieurdecoratie. In 1953 ontwierp ze de gestreepte Piccolo-stof. Daaruit ontstond het Jokapoika shirt in 1956, dat nog steeds wordt gemaakt. Zij werkte voor Marimekko tot 1960. Latere bekende ontwerpers voor Marimekko waren in de jaren zeventig en tachtig Simo Heikkilä, Fujiwo Ishimoto en Heikki Orvola.  
Winkels van Marimekko zijn te vinden in Finland, Duitsland, Zweden, Engeland, de Verenigde Staten, Japan, China en België.